# Самміт (округ Вокеша, Вісконсин)
Самміт (англ. Summit) — селище (англ. village) в США, в окрузі Вокеша штату Вісконсин. Населення — 4784 особи (2020).

## Географія
Самміт розташований за координатами 43°2′46″ пн. ш. 88°28′39″ зх. д. / 43.04611° пн. ш. 88.47750° зх. д. (43.046188, -88.477445).  За даними Бюро перепису населення США в 2017 році селище мало площу 62,67 км².

## Демографія
Згідно з переписом 2010 року, у місті мешкали 4674 особи в 1727 домогосподарствах у складі 1364 родин. Густота населення становила 75 осіб/км².  Було 1970 помешкань (31/км²).
Расовий склад населення:
| - 96,6 % — білих - 0,7 % — чорних або афроамериканців - 0,6 % — азіатів - 0,3 % — корінних американців |

До двох чи більше рас належало 1,0 %. Частка іспаномовних становила 2,0 % від усіх жителів.
За віковим діапазоном населення розподілялося таким чином: 26,4 % — особи молодші 18 років, 59,4 % — особи у віці 18—64 років, 14,2 % — особи у віці 65 років та старші. Медіана віку мешканця становила 45,7 року. На 100 осіб жіночої статі у місті припадало 104,2 чоловіків;  на 100 жінок у віці від 18 років та старших — 99,0 чоловіків також старших 18 років.
Середній дохід на одне домашнє господарство  становив 134 192 долари США (медіана — 101 510), а середній дохід на одну сім'ю — 153 311 долар (медіана — 113 095). Медіана доходів становила 74 375 доларів для чоловіків та 44 950 доларів для жінок. За межею бідності перебувало 1,8 % осіб, у тому числі 0,0 % дітей у віці до 18 років та 3,4 % осіб у віці 65 років та старших.
Цивільне працевлаштоване населення становило 2510 осіб. Основні галузі зайнятості: освіта, охорона здоров'я та соціальна допомога — 24,5 %, виробництво — 13,6 %, роздрібна торгівля — 10,5 %, науковці, спеціалісти, менеджери — 9,1 %.